# 1. razred nogometnog Podsaveza Zagreb 1964./65.
1. razred nogometnog Podsaveza Zagreb (1. razred Zagrebačkog nogometnog podsaveza, Podsavezna liga Zagreb – 1. razred) je bila liga 6. stupnja nogometnog prvenstva Jugoslavije za sezonu 1964./65. 

Sudjelovalo je ukupno 10 klubova, a prvak je bila "Bregana". 

## Ljestvica
| mj. | klub                  | ut. | pob. | ner. | por. | gol+ | gol- | bod |
| --- | --------------------- | --- | ---- | ---- | ---- | ---- | ---- | --- |
| 1. | Bregana               | 17  |      |      |      | 56   | 21   | 26  |
| 2. | Maksimir Zagreb       | 17  |      |      |      | 50   | 22   | 24  |
| 3. | Prvomajska Zagreb     | 17  |      |      |      | 37   | 41   | 19  |
| 4. | Mraclin               | 17  |      |      |      | 36   | 39   | 18  |
| 5. | Cesta Zagreb          | 17  |      |      |      | 35   | 34   | 16  |
| 6. | Sava Drenje Brdovečko | 17  |      |      |      | 34   | 41   | 14  |
| 7. | Borac Vukovina        | 17  |      |      |      | 24   | 28   | 13  |
| 8. | BSK Brdovec           | 17  |      |      |      | 31   | 53   | 13  |
| 9. | Polet Klara           | 17  |      |      |      | 25   | 30   | 13  |
| 10. | Amater Zagreb         | 9   | 3    | 0    | 6    | 18   | 27   | 6   |
| |                       |     |      |      |      |      |      |     |
| Amater je nakon prvog dijela sezone odustao od natjecanja, ali se njegovi posljedci ne brišu, jer ako klub odigra najmanje 50% utakmica u sezoni, pravila kažu da se ti posljedci računaju za ukupni poredak. Zbog nedostatka podataka ishodi nijedne utakmice nažalost nisu poznati. |                       |     |      |      |      |      |      |     |

## Unutrašnje poveznice
- Prvenstva Zagrebačkog nogometnog podsaveza
- Zagrebački nogometni podsavez
- Zagrebačka nogometna zona 1964./65.
- Zagrebačka nogometna liga 1964./65.

## Vanjske poveznice
- nk-maksimir.hr